# Oligomer

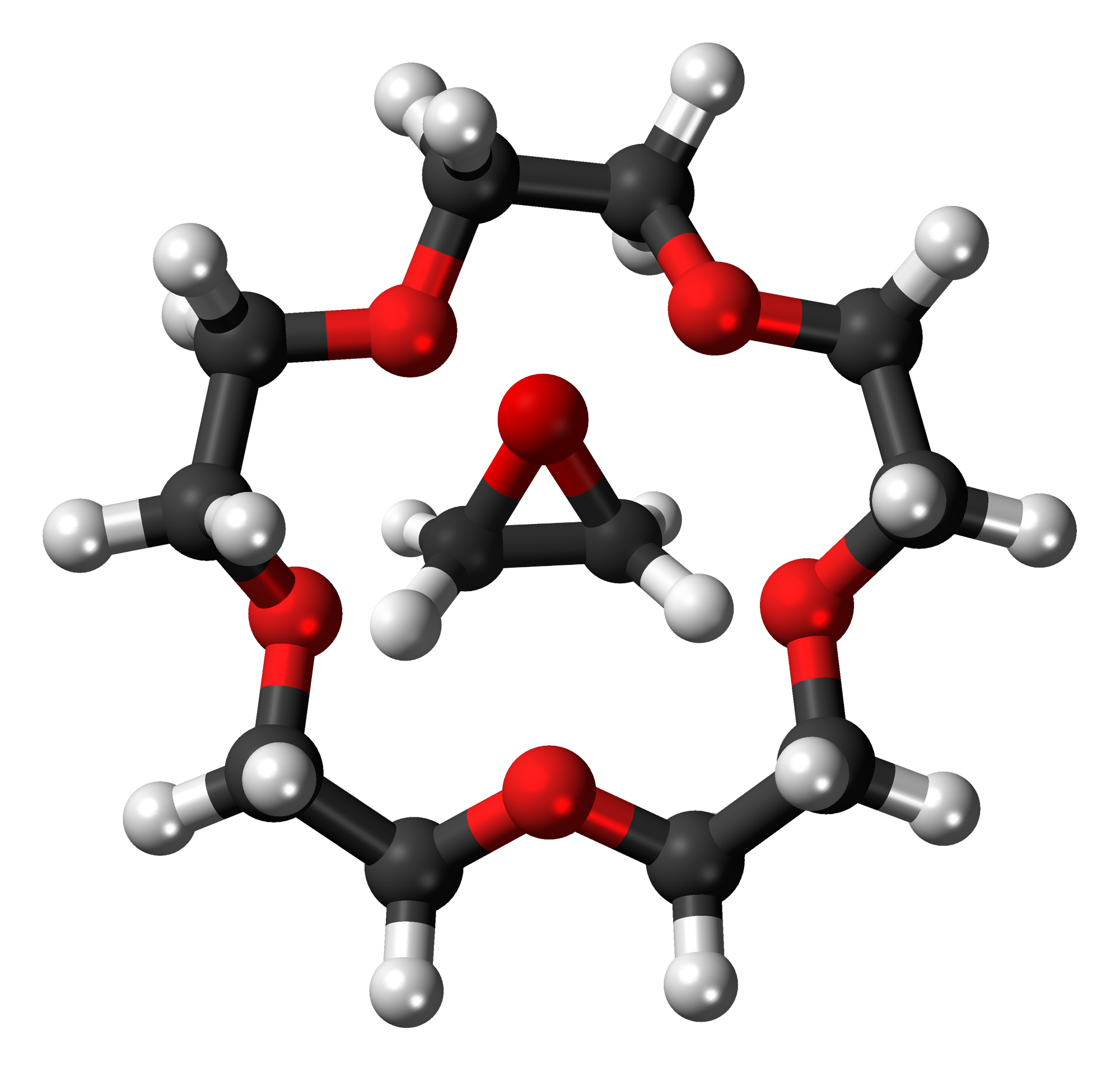
Crown ether 15-crown-5 là một oligomer vòng của monomer ethylene oxide.

Trong hóa học và hóa sinh, oligomer (/əˈlɪɡəmər/, sách giáo khoa Việt Nam: oligome) là phân tử cấu tạo bởi một số ít đơn vị lặp lại  tương tự hoặc giống hệt nhau, còn gọi là monomer. Trong tiếng Hy Lạp oligo- nghĩa là "một vài" và -mer nghĩa là "phần".
Khái niệm oligomer khác với polymer ở chỗ polymer chứa rất nhiều monomer (hàng nghìn đến hàng triệu). Tuy nhiên không có sự phân biệt rõ ràng giữa hai khái niệm này. Một tiêu chí được đề xuất là quan sát sự thay đổi đặc tính của phân tử đáng kể khi loại bỏ một hoặc một vài monomer.

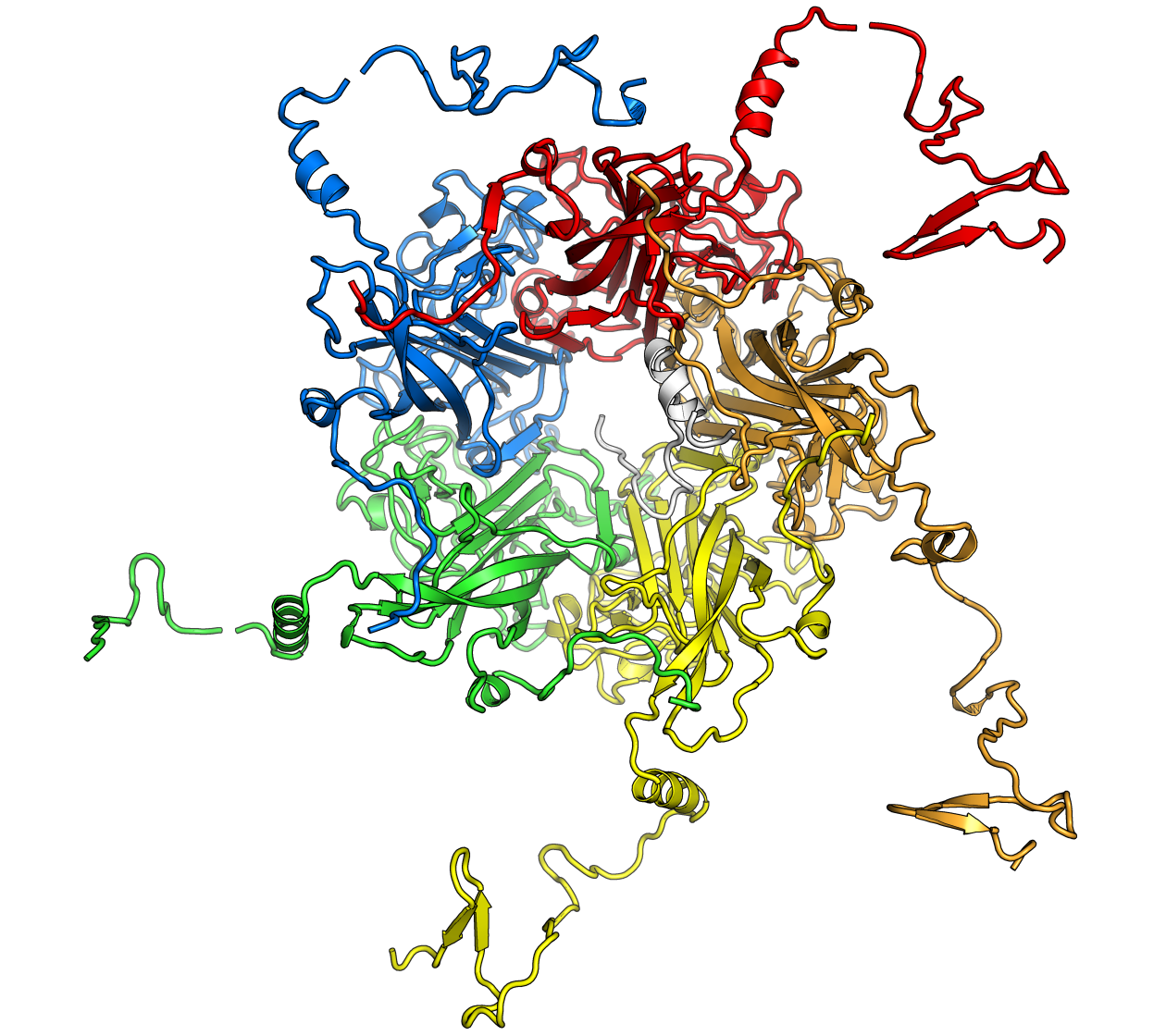
Một đơn vị pentamer của major capsid protein VP1. Mỗi monomer có màu khác nhau.

Tên của oligomer gồm tiền tố Hy Lạp ứng với số monomer + đuôi -mer, ví dụ: dimer, trimer, tetramer, pentamer ứng với oligomer có hai, ba, bốn và năm đơn phân. Các đơn phân của oligomer sắp xếp theo chuỗi thẳng (melam, một dimer của melamine), một vòng kín (trioxane, một trimer mạch vòng của formaldehyde), hoặc cấu trúc phức tạp hơn (như trong tellurium tetrabromide, tetramer của TeBr
4 với lõi giống khối lập phương). Homo-oligomer cấu tạo bởi đơn phân giống hệt nhau, còn nếu khác nhau thì là hetero-oligomer. Một ví dụ về protein homo-oligomer là collagen, được cấu tạo từ ba chuỗi protein giống hệt nhau.

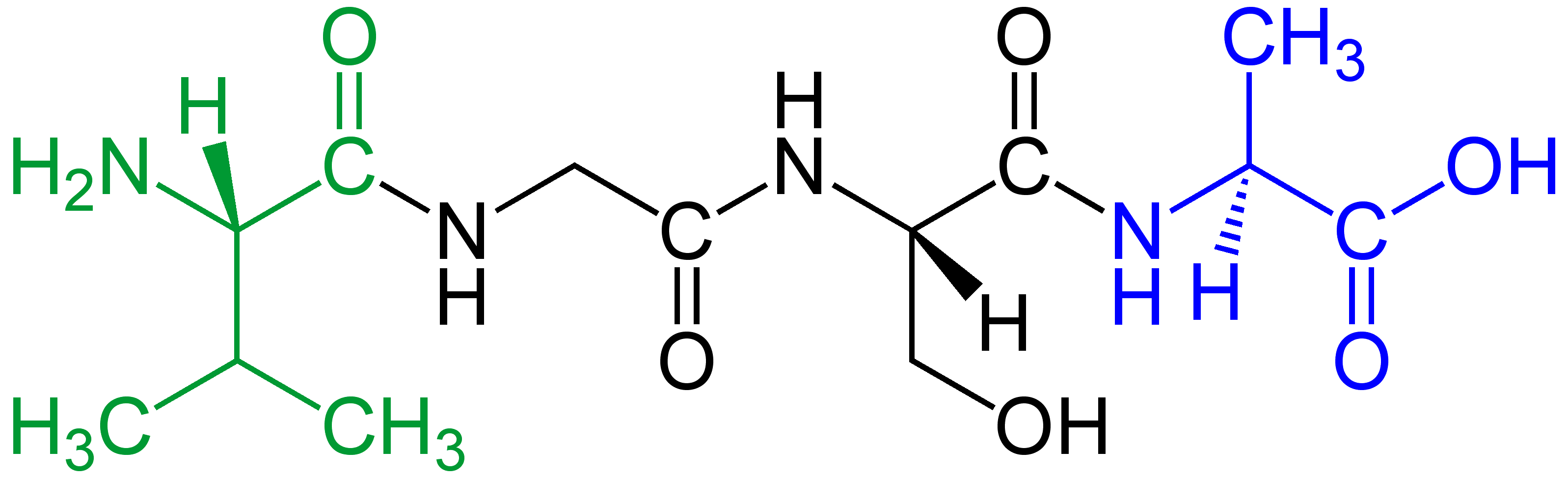
Sơ đồ một tetrapeptide là hetero-oligomer của amino acid valine (xanh lục), glycine (đen), serine (đen) và alanine (xanh lam). Các đơn phân gắn với nhau nhờ liên kết amide tạo bởi nhóm chức acid carboxylic –C(=O)OH của một đơn phân với nhóm amin H2N\s của đơn phân kế tiếp.

Nhiều oligome quan trọng về mặt sinh học là các đại phân tử như protein hoặc acid nucleic (hemoglobin là một tetramer protein). Oligomer của amino acid gọi là oligopeptide (hay gọi ngắn gọn là peptit). Oligosaccharide là oligomer của monosaccharide (đường đơn). Oligonucleotide là đoạn ngắn, mạch đơn của acid nucleic như DNA hoặc RNA, hoặc các đoạn của các chất tương tự acid nucleic như peptide nucleic acid hoặc Morpholino.
Các đơn phân của oligomer liên kết nhau bằng liên kết cộng hóa trị, là kết quả của phản ứng trùng ngưng, hoặc bởi lực liên kết yếu hơn như liên kết hydro. Major capsid protein VP1 (vỏ của virút bại liệt) là một cấu trúc gồm 72 pentamer xếp chung với nhau
Nhiều loại dầu là oligomeric, chẳng hạn như parafin lỏng. Chất hóa dẻo là các ester oligomeric được sử dụng rộng rãi để làm mềm nhựa nhiệt dẻo như PVC. Sản xuất các chất này bằng cách trùng hợp hoặc trùng ngưng các monome, hoặc tách chúng từ dầu thô. Polybutene là một loại dầu oligomeric được sử dụng để làm bột bả.
Oligomer hóa là một quá trình hóa học mà từ monome tạo ra đại phân tử giới hạn một mức độ trùng hợp (degree of polymerization) hữu hạn. Telomer hóa là quá trình oligome bị chain transfer (tạm dịch là "chuyển chuỗi") nhằm hạn chế kích thước của các oligome.   (Không nên nhầm lẫn khái niệm này với telomere: một vùng DNA lặp lại ở đầu mút của nhiễm sắc thể)

## Dầu xanh (Green oil)
Trong ngành công nghiệp dầu khí, dầu xanh (green oil) dùng để chỉ các oligomer hình thành trong tất cả các lò phản ứng hydro hóa hydrocarbon C2, C3 và C4 của nhà máy ethylene và cơ sở sản xuất hóa dầu. Đây là hỗn hợp chứa hydrocarbon C4 đến C20 không no và hỗn hợp phản ứng chứa khoảng 90% alkadien không vòng và 10% alkan + alken. Chất xúc tác dị thể và đồng thể có có tác dụng sản xuất dầu xanh thông qua quá trình oligomer hóa các alken.